# Alpaida iguazu
Alpaida iguazu Levi, 1988 è un ragno appartenente alla famiglia Araneidae.

## Etimologia
Il nome della specie deriva dalla località argentina di rinvenimento degli esemplari: Puerto Iguazú nella provincia di Misiones

## Caratteristiche
L'olotipo femminile rinvenuto ha dimensioni: cefalotorace lungo 2,6 mm, largo 2,0 mm; il primo femore misura 2,1 mm e la patella e la tibia circa 2,7 mm.

## Distribuzione
La specie è stata rinvenuta in Argentina e in Brasile: l'olotipo femminile a Puerto Iguazú nella provincia di Misiones (Argentina) e alcuni paratipi a Pinhal, nello Stato brasiliano di Rio Grande do Sul.

## Tassonomia
Al 2014 non sono note sottospecie e dal 1988 non sono stati esaminati nuovi esemplari.